# Bikini Frankenstein
Pour plus de détails, voir Fiche technique et Distribution.
Bikini Frankenstein est un film américain de série B réalisé par Fred Olen Ray, sorti en 2010 directement en vidéo.

## Fiche technique
- Titre : Bikini Frankenstein
- Réalisateur : Fred Olen Ray (crédité comme Nicholas Medina)
- Scénario : Fred Olen Ray, Mary Shelley (nouvelle)
- Producteur : Dan Golden (crédité comme Sam Silver)
- Format : Couleurs
- Pays :  États-Unis
- Langue : anglais américain
- Genre : Comédie érotique
- Durée : 81 minutes (1 h 21)
- Date de sortie :
- États-Unis : 18 janvier 2010
- Japon : 3 juin 2011

## Distribution
- Jayden Cole : Eve
- Brandin Rackley : Ingrid
- Frankie Cullen : Dr. Frankenstein
- Christine Nguyen : Claudia
- Billy Chappell : Clive (as Tony Marino)
- Ted Newsom : Professor Van Sloane
- Ron Ford : Dr. Waldman
- Alexis Texas : Debbie